# Chiesa dei Santi Simone e Giuda Taddeo (Vacallo)
La chiesa parrocchiale dei Santi Simone e Giuda Taddeo Apostoli è un edificio religioso che si trova a Vacallo, in Canton Ticino.

## Storia
Prima della'attuale edificio chiesastico, risultato dei restauri e dagli ampliamenti operati alla fine degli anni Sessanta del 1900, esisteva un'altra chiesa risalente, molto probabilmente, al Quattrocento. Una minima parte di quest'ultimo edificio presenta resti murari in elevazione molto più antichi della sua presunta costruzione. Forma ed estensione di questo primo edificio non ci saranno mai note, perché anche i rilievi archeologici compiuti non ne hanno potuto determinare la planimetria.
Negli antichi archivi della parrocchia di Balerna, al tempo "chiesa matrice e plebana", si trovano notizie che gli abitanti di Vacallo chiedono la separazione della loro chiesa di "San Simone e Fedele" nel 1573. In questa chiesa vi era il fonte battesimale e all'esterno il cimitero.
In occasione della visita pastorale del 1646 i vacallesi si dichiararono decisi "a voler fabbricare la nuova chiesa", che avvenne fra il 1646 ed il 1671 sui resti di un edificio medievale a due navate in stile barocco.
È stata restaurata nel 1971, anno in cui è stata anche aggiunta l'ala nord (comunemente chiamata: "parte nuova").

## Descrizione
La chiesa ha una pianta ad unica navata ricoperta da una volta a botte.